# (43667) Dumlupınar
(43667) Dumlupınar, désignation internationale (43667) Dumlupinar, est un astéroïde de la ceinture principale.

## Description
(43667) Dumlupinar est un astéroïde de la ceinture principale. Il fut découvert le 4 avril 2002 à Haleakala par le programme NEAT. Il présente une orbite caractérisée par un demi-grand axe de 2,44 UA, une excentricité de 0,11 et une inclinaison de 13,5° par rapport à l'écliptique.

## Compléments